# Zbigovci
Zbigovci – wieś w Słowenii, w gminie Gornja Radgona. W 2018 roku liczyła 255 mieszkańców.